# Franz Nikolaus Finck
Franz Nikolaus Finck, född 26 juni 1867 i Krefeld, död 4 maj 1910 i Berlin, var en tysk språkvetare. Han tillbringade bland annat tid på Aranöarna i Irland där han dokumenterade den lokala iriska dialekten i sitt verk Die araner mundart: ein beitrag zur erforschung des westirischen (1899, Dialekten på Aran: Ett bidrag till forskningen av västiriska). Han arbetade med flera språk, men främst med språken i Kaukasus och armeniska.